# Il fiore che non colsi
Il fiore che non colsi (The Constant Nymph) è un film del 1943 diretto da Edmund Goulding.

## Trama
Lewis Dodd lascia Londra, dove la sua ultima sinfonia si è rivelata un fiasco, per passare un po' di tempo in Svizzera a casa di Albert Sanger, un suo vecchio amico che ha allevato le quattro figlie Kate, Toni, Tessa e Paula in relativo isolamento. Dopo la morte del padre, le ragazze raggiungono il ricco Charles Creighton, che vive con la figlia Florence, e iniziano a frequentare il bel mondo.
Lewis, grazie alle ragazze, trova nuova ispirazione per la sua musica e chiede a Florence di sposarlo, provocando la disperazione di Tessa, segretamente innamorata di lui. Dopo il matrimonio, Lewis e Florence si trasferiscono a Londra, dove la donna mostra tutta la sua ambizione e cerca di spronare il marito ad ottenere sempre maggiori consensi, mentre le giovani Tessa e Paula ritornano malvolentieri a scuola, dalla quale scappano quasi subito per rifugiarsi proprio da Lewis. Florence si rende subito conto che Lewis, nuovamente ispirato da Tessa, potrebbe alla fine innamorarsi della giovane e ha un duro confronto con lei.
Giunge la sera in cui viene suonata per la prima volta la nuova sinfonia composta da Lewis che, esaltato per il successo, corre da Tessa chiedendole di sposarlo, ma la ragazza rifiuta poiché lui è ancora il marito di Florence. Quest'ultima ha però capito che Tessa, oltre ad essere la sua musa, è anche il vero amore di Lewis ed è pronta a concedergli il divorzio. Lewis raggiunge Tessa per darle la buona notizia ma la trova ormai morta, vittima del proprio debole cuore che non ha retto alla situazione.